# Haplostomides
Haplostomides – rodzaj widłonogów z rodziny Botryllophilidae. Nazwa naukowa tego rodzaju skorupiaków została opublikowana w 1924 roku przez zespół: Chatton, E. i H. Harant.

## Gatunki
Gatunki w obrębie rodzaju:
- Haplostomides amarouci (Blake, 1929)
- Haplostomides bellus Ooishi & Illg, 1977
- Haplostomides bermudensis Kim I.H. & Boxshall, 2021
- Haplostomides brementi Chatton & Harant, 1924
- Haplostomides gottoi Ooishi, 2008
- Haplostomides hawaiiensis Ooishi, 1994
- Haplostomides hibernicus (Scott T. & Scott A., 1895)
- Haplostomides luteolus Ooishi & Illg, 1977
- Haplostomides otagoensis Ooishi, 2001
- Haplostomides partitus Kim I.H. & Boxshall, 2021
- Haplostomides sanamyani Marchenkov & Boxshall, 2003
- Haplostomides scotti Chatton & Harant, 1924
- Haplostomides similis Kim I.H. & Boxshall, 2021
- Haplostomides beaumonti (Scott T. & Scott A., 1895) (niepewny)